# Madame Poças Leitão
Louise Frida Reynold, a Madame Poças Leitão (Lausana, 11 de maio de 1884 — 16 de julho de 1974) foi uma professora de dança de salão suíça, considerada por alguns introdutora da dança de salão no Brasil.
Casou com Luís Poças Leitão, de quem recebeu o sobrenome Poças de Leitão, um português que havia ido a Lausana cursar a universidade de comércio e de quem posteriormente se divorciou. Teve dois filhos: Luís Poças Leitão Júnior, nascido na Inglaterra, formado em Contábeis no Mackenzie e Paulo Juliano Poças Leitão, tendo cursado o Mackenzie, e sendo formado engenheiro agrônomo em Piracicaba.
Chegou ao Brasil em 1914, fugindo da Primeira Guerra Mundial  com o marido e o primeiro filho.
Lecionando dança, sociabilidade e boas maneiras desde 1915, o fez primeiro, e bem jovem, em Lausana e depois em Liverpool, Lisboa, Rio de Janeiro, São Paulo, Campinas e Santos.
Apresentou-se em Congressos Internacionais dos Professores de Dança, em Paris (França) e em St. Gal, onde deu demonstrações do maxixe, que depois gerou o samba.
Participou de festividades diversas. No Municipal em São Paulo, com fins beneficentes para a Festa dos Aliados da Guerra de 1914-1918, no "Paço de São Cristovão". Festividades no Clube XV de Santos, Tênis Clube de Campinas, Clube Português de São Paulo, Clube Atlético Paulistano, Centro Republicano Português de São Paulo, no Trianon (São Paulo) para as vítimas da Catástrofe do Cajú, acontecida no Rio de Janeiro.
Seu salão no Largo de São Francisco em frente a tradicional Faculdade de Direito teve sempre a presença de universitários. Naquela época, nos saraus no Trianon entregava graciosamente dois convites para cada Centro Acadêmico (XI de Agosto, Grêmio Politécnico, Centro Acadêmico Oswaldo Cruz, Álvares Penteado, Mackenzie e Odontologia), existentes na época, sendo assim a iniciadora no Brasil, além desses convites, dos descontos para universitários.
Lecionou no Colégio Franco-Brasileiro, Colégio Paulista, Colégio Stafford, Colégio "Des Oiseaux", Colégio Rio Branco, em grupos particulares no seu salão e no "Trianon", tendo colaborado na fundação do Hospital Cruz Azul da Força Pública. Criou a Escola de Danças e Boas Maneiras Madame Poças Leitão que depois foi gerida por suas noras, após sua aposentadoria em 1966.
Recebeu homenagem da Câmara Municipal de São Paulo e, postumamente, da mesma Câmara Municipal homenagem do seu nome dado a uma rua.